# الرواتب التقاعدية في المملكة المتحدة
الرواتب التقاعدية في المملكة المتحدة، يقتطع وفقًا لها جزء من أجور سكان المملكة المتحدة لتوفيرها في التقاعد، وتصنف إلى ثلاثة أقسام رئيسية وسبعة أقسام فرعية، تغطي كل من رواتب التقاعد ذات الفوائد المحددة ورواتب التقاعد محددة المشاركة على النحو الآتي:
- رواتب تقاعدية حكومية
  - راتب تقاعدي حكومي أساسي
  - راتب تقاعد حكومي ثان (إضافي)
- راتب تقاعدي مهني
  - راتب تقاعدي محدد الفوائد
  - راتب تقاعدي محدد المساهمة
- راتب تقاعدي شخصي/فردي
  - راتب تقاعد المساهمة
  - راتب تقاعد المجموعة الشخصي
  - راتب تقاعد شخصي مستثمر ذاتيًا

وقد أضيف إليها عام 2012 فئات أخرى وهي الحسابات الشخصية، التسجيل التلقائي، والمساهمة الدنيا لصاحب الوظيفة.
يعتبر التسجيل التلقائي ناجحًا، لكن ما زال هناك العديد من الأمور غير الصحيحة حول هذه الخطة التي تعمل الهيئات المهنية والشركات على إزالتها.
تقدم الدولة رواتب تقاعدية أساسية بهدف منع وقوع الفقر في الشيخوخة، وحتى عام 2010 كان يحق للرجال فوق عمر 65 والنساء فوق عمر 60 المطالبة برواتب التقاعد الحكومية، ومنذ نيسان 2010 بدأ عمر تقاعد النساء باللحاق بالرجال. وعلى المدى الطويل سيرتفع عمر التقاعد للرجال والنساء حتى عمر 68 بحدود لا تتجاوز عام 2046، وربما بوقت أسبق بكثير.
طرح راتب التقاعد الحكومي الأساسي باسم «راتب تقاعد الشيخوخة» في المملكة المتحدة في عام 1909 (شمل كل أيرلندا في ذلك الوقت) وكان بمقدار 5 شيلنات في الأسبوع (25 باوند، باستخدام مؤشر سعر المستهلك، تكافئ 26 جنيهًا إسترلينيًا اليوم)، أو 7 شيلنات و6 باوند (تساوي 38 جنيه استرليني) لاثنين متزوجين؛ وكانت تدفع لشخص مدخوله أقل من 21 جنيهًا إسترلينيًا بالسنة (تعادل 2200 جنيهًا إسترلينيًا اليوم) بعد إقرار قانون رواتب تقاعد الشيخوخة عام 1908. كان العمر المؤهل 70، وكانت الرواتب التقاعدية خاضعة للتحقق من الموارد المالية للفرد.

## التاريخ

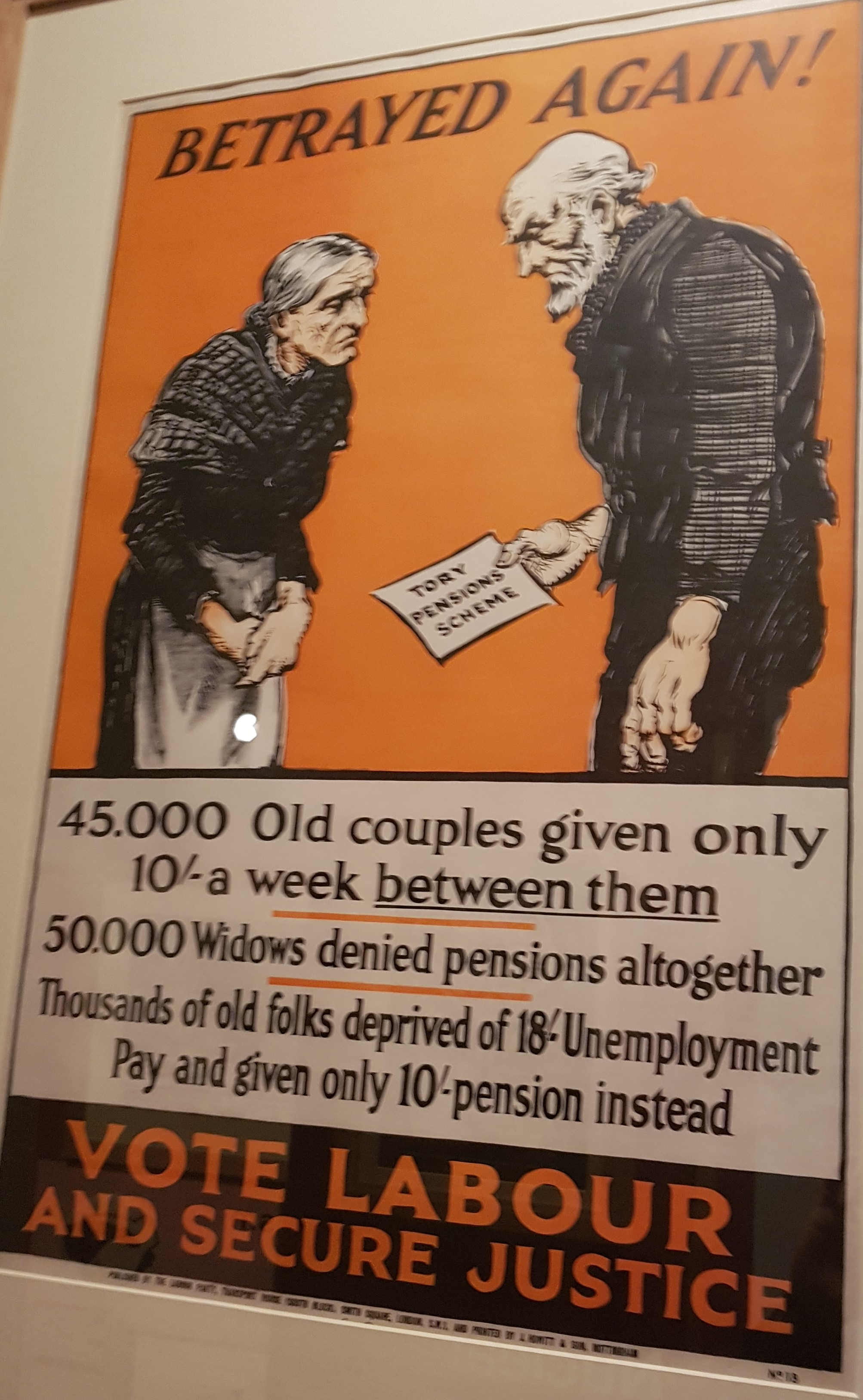
ملصق لحزب العمال حول الرواتب التقاعدية تحت عنوان «التعرض للخيانة مجددًا»

كان الفقر حتى القرن العشرين يعتبر في حكم الجرم، وانعكس هذا في قانون المتشردين والمتسولين عام 1494 الذي سجن المتسولين. وفي عهد الملكة إليزابيث، مثلت قوانين الفقر الإنكليزية نقلة، حيث كان ينظر للفقير أنه مجرد منحط أخلاقيا، وكان ينتظر منه تنفيذ العمل القسري في إصلاحيات الأحداث.
كانت بداية رواتب التقاعد الحكومية الحديثة قانون راتب تقاعد الشيخوخة عام 1908، الذي قدم 5 شيلنات (0.25 جنيه استرليني) في الأسبوع لمن تزيد أعمارهم عن 70 ولا يتخطى متوسطهم السنوي 31 جنيها استرلينيا وعشر شيلنات (31.50 جنيها استرلينيا). وتزامن مع البعثة الملكية على قوانين الفقر والإغاثة من الكوارث 1905-1909 وكانت الخطوة الأولى في إصلاحات الرعاية الاجتماعية الليبرالية نحو إكمال نظام أمن اجتماعي، بدون بطالة ومع ضمان اجتماعي من خلال قانون التأمين الوطني 1911.
وبعد الحرب العالمية الثانية، أتم قانون الأمن الوطني لعام 1946 التغطية الشاملة على الأمن الاجتماعي. وأبطل قانون المساعدة الوطنية لعام 1948 بشكل رسمي قانون الفقر وأعطى الحد الأدنى من الدخل للذين لا يدفعون تأمينا وطنيا.
وفي أوائل التسعينيات من القرن العشرين تأسس إطار العمل الموجود لرواتب التقاعد الحكومية في قانون مساهمات وفوائد الأمن الاجتماعي لعام 1992، وقانون صندوق التقاعد وصناديق أخرى لعام 1992 (مصادقة). وبعد تقرير «جود» الموثوق جدا، تم تغطية الرواتب التقاعدية المهنية بتشريعات شاملة في قانون خطط الرواتب التقاعدية لعام 1993 وقانون الرواتب التقاعدية لعام 1995.
تأسست هيئة رواتب التقاعد عام 2002 كهيئة بين حزبية لمراجعة رواتب التقاعد في المملكة المتحدة. وأول قانون تلا ذلك كان قانون الرواتب التقاعدية عام 2004، الذي حدث التشريعات التنظيمية باستبدال هيئة تنظيم الرواتب التقاعدية المهنية OPRA بمؤسسة تنظيم رواتب التقاعد، وتخفيف صرامة متطلبات التمويل الدنيا لرواتب التقاعد، والتأكيد على حماية الشركات المعسرة. وفي تحديث هام للرواتب التقاعدية الحكومية، ساوى ورفع قانون الرواتب التقاعدية 2007 أعمار التقاعد. ومنذ ذلك الوقت، جعل قانون الرواتب التقاعدية التسجيل بالرواتب التقاعدية المهنية تلقائيا، وصمم منافس عام ليكون مدير تمويل منخفض الكلفة وذي جدوى سمي صندوق الادخار الوظيفي الوطني أو «نيست».

### قانون الرواتب التقاعدية لعام 2011

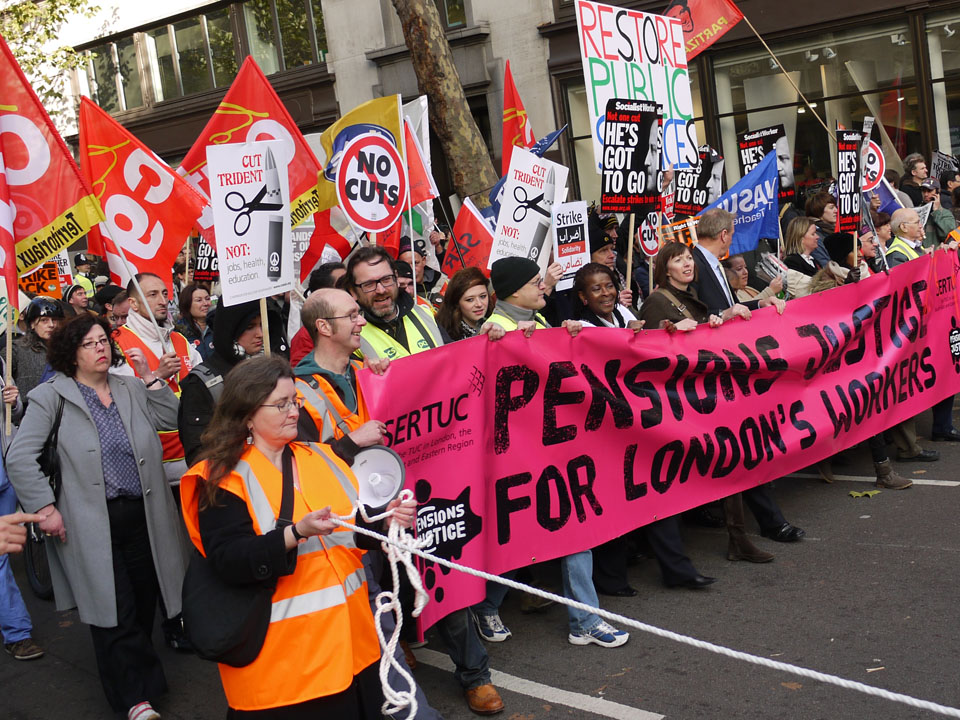
مسيرة لعمَّال في نقابة تجارية تابعة للقطاع العام في شهر نوفمبر عام 2011

عدل القانون الجدول الزمني لرفع سن التقاعد الحكومي حتى عمر 66، ووفقا لقانون التقاعد لعام 2007، ستدخل الزيادة حتى عمر 66 حيز النفاذ بين عامي 2024 و2026. قدم القانون هذه الزيادة، بالتالي سيبدأ عمر التقاعد بالارتفاع للنساء والرجال من عمر 65 في كانون الأول 2018 حتى عمر 66 بحلول تشرين الأول 2020. وكنتيجة لتقديم هذه الزيادة حتى عمر 66 سيتم تسريع الجدول الزمني الذي شمله قانون التقاعد لعام 1995 لمساواة عمر تقاعد الرجال والنساء الحكومي عند 65 عام بحلول نيسان 2020، وبالتالي يصل عمر التقاعد الحكومي للنساء إلى 65 بحلول تشرين الثاني/نوفمبر 2018.
كما أدخل القانون تعديلات على التشريع الأساسي لإصلاح إطار العمل التنظيمي للواجب المفروض على أصحاب العمل بالتسجيل التلقائي للعاملين المؤهلين في خطط تقاعد مؤهلة وأن يساهموا في الخطة. نفذت هذه الإجراءات من خلال مراجعة «جعل التسجيل التلقائي يعمل» وتم مراجعة بعض بنود التسجيل التلقائي في قانون التقاعد لعام 2008.
عدل القانون تشريعا موجودا لإعادة تقييم أو جدولة الرواتب التقاعدية المهنية ودفعات صندوق حماية الرواتب التقاعدية.
وحدد القانون 'فوائد شراء المال' من أجل قانون الرواتب التقاعدية، وكان هذا نتيجة لمحاكمة المحكمة العليا في قضية هولسورث ضد شركة بريدج تراستيز ووزير الدولة للعمل والرواتب التقاعدية. وحصل القانون على سلطات للقيام بدفعات انتقالية أو تعاقبية أو داعمة أيضًا، وإجراء تعديلات أخرى لتعريف «فوائد شراء المال».
قدّم القانون بنودا ضمن الخطط القانونية التقاعدية الحالية للسماح بأخذ المساهمات باتجاه تغطية تكلفة فوائد الرواتب التقاعدية الشخصية للمشتركين في هذه الخطط.
كما احتوى هذا القانون أيضا عددا من الإجراءات لتصحيح مراجع محددة في الهيئة الموجودة للتشريعات المتعلقة برواتب التقاعد، وغيرها من الإجراءات الصغيرة والتقنية للحكومة ولتشريعات رواتب التقاعد الخاصة. وتضمنت الإجراءات التالية:
- زيادة المرونة في تاريخ توحيد رواتب التقاعد الحكومية الإضافية.
- إبطال المنح الجديد لزيادات الاقتطاع المستحقة المتعاقد عليها خارجيا
- خطة مساعدة مالية: تعديلات على القانون فيما يخص نقل الأصول وحجوم الدفعات
- تعديلات متنوعة لتشريعات صندوق حماية راتب التقاعد
- تعديلات لتشريعات تخص دفعات فائض الميزانية للموظفين
- تعديلات لتشريعات تخص متطلبات جدولة فوائد الرصيد النقدي.
- تعديلات تصحيحية للتشريعات التي تخص احتساب الدين العائد على خطة راتب تقاعدي.

## الرواتب التقاعدية الحكومية
تشمل رواتب التقاعد الحكومية ثلاثة عناصر رئيسية: الراتب التقاعدي الأساسي، رواتب تقاعدية إضافية، وضمانة راتب تقاعدي، وهي موصوفة في الأقسام التالية:

### راتب التقاعد الحكومي الأساسي أو تعويض التقاعد الحكومي
تعدّ الرواتب التقاعدية الحكومية الأساسية جزء من خطط توزيع حكومة المملكة المتحدة للمستحقات التقاعدية. تختلف قيم هذه المستحقات تبعًا للفرد وسجل استمراريتهم.

### الراتب التقاعدي الإضافي
وجدت ثلاث خطط حكومية مختلفة لتوفير تعويضات تقاعدية إضافية فوق الراتب التقاعدي الحكومي الأساسي. وتعرف بشكل إجمالي بالرواتب التقاعدية الإضافية، وهي متوفرة فقط للموظفين الذين يدفعون مساهمات تأمين وطنية، ولمجموعات معفية محددة (لا تشمل أصحاب العمل المستقل). والخطط الثلاثة هي:
- الراتب التقاعدي المتدرج أو فوائد التقاعد المتدرجة

كانت تعطى بين 6 نيسان 1961 و5 نيسان 1975. وكانت المؤهلات تعتمد على عدد دفعات التأمين الوطنية الثابتة (أقساط الضمان الاجتماعي). يدفع الراتب التقاعدي المتدرج عادة كميات صغيرة (1 جنيه استرليني في الأسبوع، لمن يستحقها).
- خطة الراتب التقاعدي الحكومي المرتبط بالإيرادات (SERPS)

سرى هذا النظام منذ 6 نيسان 1978 حتى 5 نيسان 2002، وكما يشير الاسم، يتعلق مستوى الراتب التقاعدي المستحق بالإيرادات عبر كمية مساهمات التأمين الوطنية. وكانت المؤهلات تعتمد على إيرادات حزمة فوق حدود الإيرادات الأخفض في كل سنة. هذه الحدود (84 جنيها استرلينيا في الأسبوع/ 4368 جنيها استرلينيا في 2006/2007) وكان يوضع عادة بمستوى راتب التقاعد الحكومي الأساسي (84.25 جنيها استرلينيا) ويزداد عندما يزداد راتب التقاعد الحكومي الأساسي. كانت الإيرادات الحزمة التي بين حدود الإيرادات الأخفض وحدود الإيرادات الأعلى التي يتوقف عندها استحقاق دفع الموظف لمساهمات التأمين الوطنية (كان 645 جنيها استرلينيا في الأسبوع/2795 جنيها استرلينيا في الشهر في عام 2006/2007، رغم أن حدود الإيرادات الأعلى تشير حاليا إلى عتبة يتم عندها دفعات التأمين الوطني المخفضة، كمقابل لإيقاف الدفعات). ويتم تعديل حدود الإيرادات الأعلى سنويا.
- راتب التقاعد الحكومي الثاني (الإضافي)

طُرح هذا النظام عام 2002، وكما في نظام الراتب التقاعدي المتعلق بالإيرادات؛ إن مستوى الراتب التقاعدي المستحق يتعلق بإيرادات المتلقين عبر مساهماتهم التأمينية الوطنية. تعتمد المؤهلات على الإيرادات التي تساوي أو تفوق حد الإيرادات الأدنى، لكن لا يتم القيام بحسابات إيراد الحزمة حتى تصل الإيرادات قاعدة أعلى (12500 جنيه استرليني في 2006/2007) تدعى عتبة الإيرادات الأدنى، والإيرادات التي تقع تحتها وأعلى من حدود الإيرادات الدنيا تستحق الارتفاع إليها.
وعلى عكس راتب التقاعد الحكومي الأساسي، فإن الاشتراك بنظام الراتب التقاعدي الإضافي اختياري، ومن لا يودون الاشتراك يمكنهم التعاقد الخارجي. قدم هذا الخيار مع نظام راتب التقاعد الحكومي المرتبط بالإيرادات عام 1978 ويتوفر فقط لمن قاموا بترتيبات راتب التقاعد البديلة عبر خطط شخصية أو مهنية. وستؤدي تغييرات جديدة عام 2012 إلى تغيير الراتب التقاعدي الإضافي من راتب تقاعدي «مرتبط بالإيرادات» إلى «معدل ثابت»، وسيفقد الأشخاص قدرتهم على التعاقد الخارجي.